# Lobbyismus

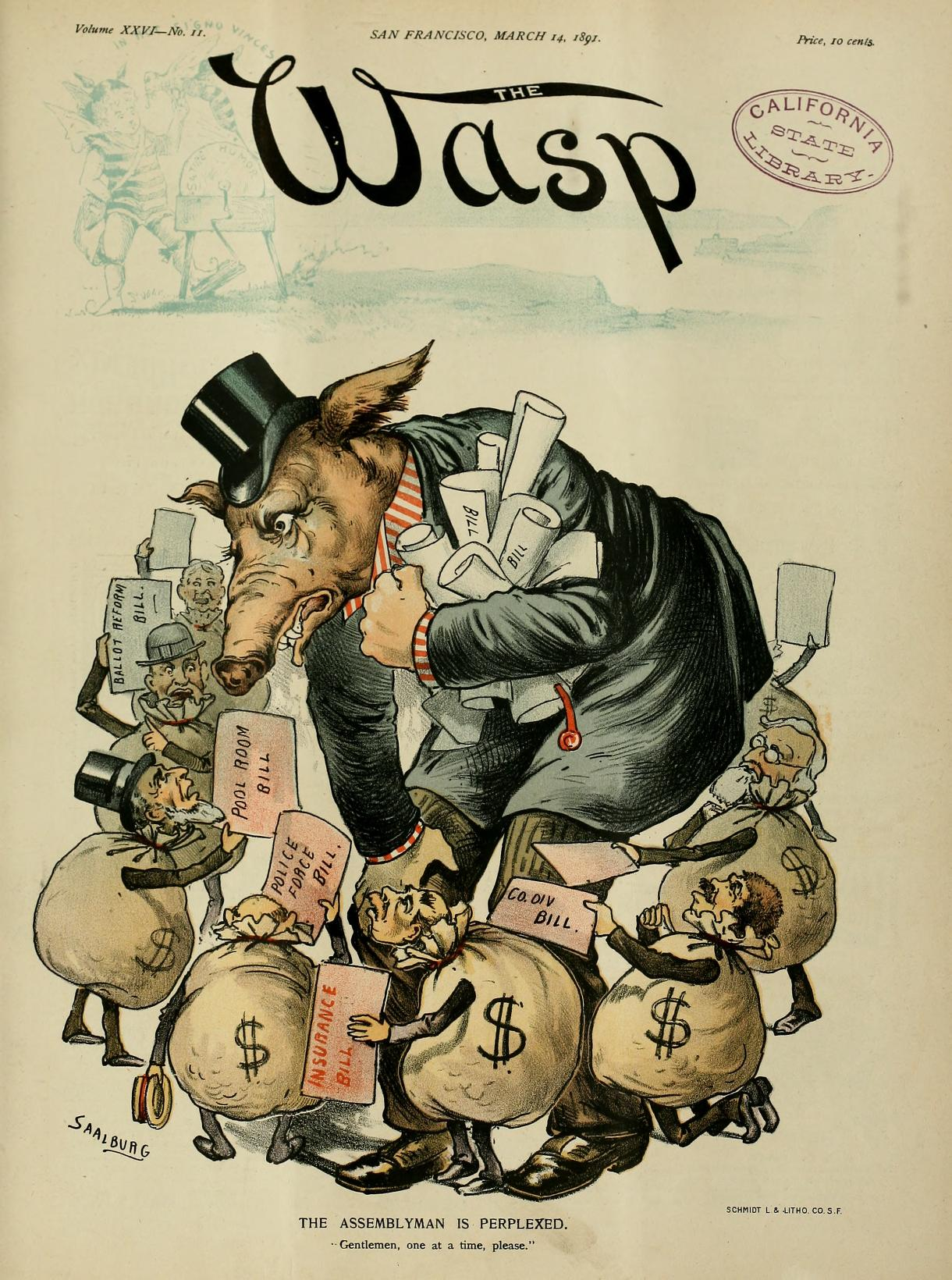
Karikatur von 1891 zur Lobbyarbeit für Gesetzesentwürfe (engl. bill) bei einem US-amerikanischen Abgeordneten

Lobbyismus, Lobbying oder Lobbyarbeit ist eine aus dem Englischen (lobbying) übernommene Bezeichnung für Interessenvertretung in Politik und Gesellschaft, bei der Interessengruppen („Lobbys“) – vor allem durch die Pflege persönlicher Verbindungen – versuchen, die Exekutive oder Legislative zu beeinflussen. Außerdem wirkt Lobbying auf die öffentliche Meinung durch Öffentlichkeitsarbeit ein. Dies geschieht vor allem mittels der Massenmedien. Gängige Bezeichnungen für Lobbyarbeit sind zum Beispiel Public Affairs, politische Kommunikation und Politikberatung. Unternehmen und Organisationen unterhalten bisweilen ein Hauptstadtbüro oder eine Hauptstadtrepräsentanz, aber auch Büros bei den Landesregierungen.
Lobbying ist ein Aspekt des öffentlichen politischen Entscheidungsprozesses in Demokratien und ist nicht per se eine unmoralische Praxis. Das Herantragen von Interessen an Entscheidungsträger gehört zum Wesensmerkmal parlamentarischer Demokratie und lässt sich dem intermediären Bereich zwischen Bürger und Staat zuordnen. Um Entscheidungen im Gesamtinteresse der Gesellschaft treffen zu können, müssen Politiker sich über hochkomplexe Fragestellungen und Inhalte informieren. Dabei sind sie auf gut aufbereitete Informationen und Argumente verschiedener Interessengruppen angewiesen. Vice versa gehen Interessenvertretungen mit den Politikern in den Dialog, um politische Entscheidungsprozesse zu beeinflussen.
Kritisch wird angemerkt, dass Lobbyismus nur bei Einhaltung von regulierenden Verhaltenskodizes oder möglichst großer Transparenz positive Auswirkungen auf die demokratische Qualität eines Staates hat. Insbesondere durch Lobbyismus-Affären (kurz Lobby-Affären) wird das idealtypische Bild von Lobbyismus getrübt. In diesen werden in der Regel Politiker in Machtpositionen von Unternehmen mit Geld bestochen, um Politik im Sinne der Geldgeber zu machen. In solchen Fällen ist Lobbyismus eine Form von Korruption.
Der Begriff Lobbyismus hat daher häufig eine negative Konnotation, sodass die jeweiligen Interessenvertreter (Lobbyisten) selten unter diesem Begriff auftreten, sondern stattdessen euphemistische Bezeichnungen wie Consultant, Public Affairs Manager oder Policy Advisor verwenden.

## Begriffsgeschichte
Der Begriff geht auf die Lobby (englisch für „Vorhalle“) des Parlaments (etwa die Lobby vor einem Plenarsaal) zurück – je nach Herkunft des Historikers auf die lobia des römischen Senats, auf die lobby des britischen Unterhauses oder des US-amerikanischen Kongresses –, in der Vertreter verschiedener Gruppen Parlamentarier an die Möglichkeit ihrer Abwahl erinnerten und auch Vor- oder Nachteile für bestimmtes Verhalten in Aussicht stellten.
Auch wortgeschichtlich knüpft der Lobbyismus an seine historischen Vorformen des Antichambrierens (des Suchens von Einfluss im Vorzimmer der Herrschaft) und der schon spätmittelalterlichen Tätigkeit der „Hofschranzen“ an. Die leicht negative Bewertung des Begriffs in deutschsprachigen Ländern mag darin (und/oder im Fehlen verbindlicher, Transparenz erzeugender Regeln für Lobby-Arbeit) ihre Ursache haben.

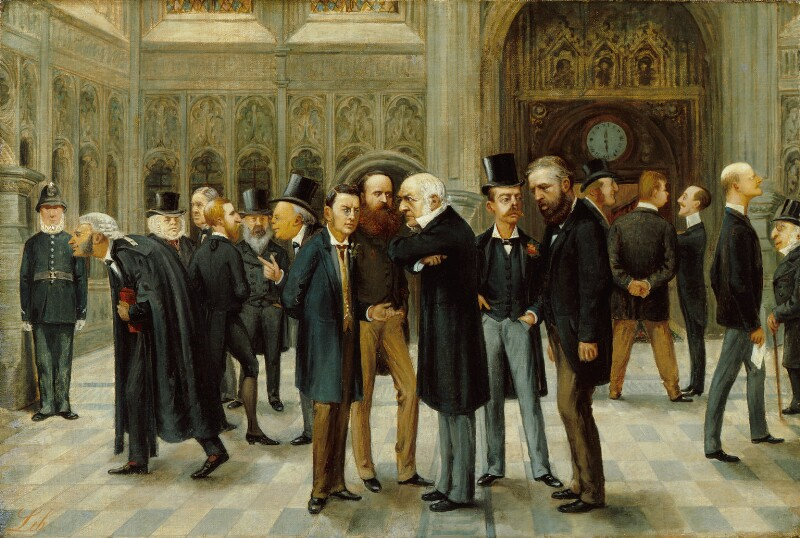
Karikatur der Lobby im House of Commons (Vanity Fair, ca. 1886)

## Begriffsbestimmung
Ein einheitliches Verständnis des Lobbyismus konnte sich in der wissenschaftlichen Literatur bislang nicht durchsetzen. Noch immer konkurrieren zahlreiche Definitionen, die auf jeweils unterschiedliche Aspekte abstellen. So spricht Rinus van Schendelen Lobbyismus einen gänzlich unorthodoxen Charakter zu und verortet diesen ausschließlich auf informeller Ebene, während Günter Bentele gerade die rechtliche und moralische Normenbindung des Lobbyismus betont und Leo Kißler einen Schwerpunkt bei institutionalisierten Einflussformen wie (1) förmliche[n] Kontakte[n] zwischen Verbänden und ‚nahestehenden‘ Abgeordneten im Rahmen von Arbeitskreisen und Kontaktgruppen in Fraktionen, (2) Abgeordnetensprechstunden, (3) Enquête-Kommissionen (…) und (4) nicht-öffentliche[n] Anhörungen von Interessenvertretern durch die Bundestagsausschüsse legt. Scott Ainsworth wiederum sieht Lobbyisten als Servicestelle politischer Entscheidungsträger, die Informationen bei Bedarf auch über Nacht bereitstellen, während Klaus Schubert und Martina Klein die Ausübung von Druck als wesentliches Element herausstellen. Der Lobbyist Andreas Geiger definiert Lobbying als professionelle Praxis, private und öffentliche Interessen vor Gesetzgebern und Entscheidungsträgern zu vertreten, mit dem Hauptziel, Einfluss auf die Regierungsorgane auszuüben.
Nach Analyse von 38 Ansätzen bildet Stefan Schwaneck vier Kategorien, in die Lobbyismusdefinitionen weitgehend eingeordnet werden können:
1. Weite Definitionen, die Lobbying grob umreißen, seine Erscheinungsformen aber nicht konkretisieren.
2. Kumulative Definitionen, die mindestens zwei der drei Kernelemente Informationsbeschaffung, Informationstausch und Beeinflussung anführen.
3. Definitionen, die lobbyistische Tätigkeiten explizit erwähnen oder den Lobbyismusbegriff um konkrete Merkmale ergänzen.
4. Alternative Definitionen, die deutlich abweichende Schwerpunkte setzen oder Lobbying auf einzelne Merkmale verkürzen.[17]

In die erste Kategorie fallen Ansätze wie von Carsten Bockstette, der Lobbyismus als Versuch der Einflussnahme auf Entscheidungsträger durch Dritte definiert. Eine solche Herangehensweise ist ebenso wie die Gleichsetzung mit Interessenvertretung umstritten, da sie je nach Auslegung auch politikferne Aktivitäten erfassen kann, die gemeinhin nicht mit Lobbying in Verbindung gebracht werden (z. B. Werbung, Public Relations). Stärker fokussiert betrachtet Peter Köppl Lobbying als Beeinflussung von politischen Entscheidungen durch Personen, die nicht an diesen Entscheidungen beteiligt sind, und betont Hans Merkle die zielgerichtete Beeinflussung von Entscheidungsträgern in Politik und Verwaltung.  Ebenfalls in diese Kategorie fällt der Ansatz von Alexander Bilgeri, der Lobbying als eine direkte bzw. indirekte Einflussnahme auf politische Prozesse von Organisationen durch externe Teilnehmer – auch mit Hilfe von Machtgrundlagen – zur Verfolgung eines bestimmten Zwecks beschreibt.
Kumulative Definitionen legen z. B. Manfred Strauch und Iris Wehrmann vor. Strauch sieht Lobbying als eine Methode und die Anwendung dieser Methode, im Rahmen einer vorzubereitenden oder bereits festgelegten Strategie (…) auf die Entscheidungszentren und Entscheidungsträger einzuwirken, die sich auf die Sammlung, Aufbereitung und den Austausch von Informationen als ihre wichtigsten Instrumente stützt. Praktisch orientiert erklärt Wehrmann Lobbyismus zu einem Tauschgeschäft von Informationen und politischer Unterstützung gegen die Berücksichtigung bestimmter Interessen bei der staatlichen Entscheidungsfindung.
Ein Beispiel der dritten Kategorie ist der Ansatz von Clive S Thomas, der neben der versuchten Einflussnahme zu einem konkreten Anlass die Vernetzung der Akteure als gleichrangiges Ziel des Lobbyings sieht, da sich persönliche Beziehungen positiv auf zukünftige Entscheidungen auswirken können. Ähnlich langfristig definieren Ulrich von Alemann und Rainer Eckert Lobbying als die systematische und kontinuierliche Einflussnahme von wirtschaftlichen, gesellschaftlichen, sozialen oder auch kulturellen Interessen auf den politischen Entscheidungsprozess.
Verkürzende Definitionen legt Rinus van Schendelen vor, der Lobbyismus in einer Minimalbeschreibung als informellen Informationsaustausch mit Behörden und in einer Maximalbeschreibung als informellen Beeinflussungsversuch von Behörden bezeichnet, dabei aber institutionalisierte Verfahren aus dem Blick lässt. Wie auch ein späterer Ansatz van Schendelens, der Lobbyismus als Sammelbegriff für unorthodoxe Handlungen von Interessengruppen mit dem Ziel eines Regierungshandelns im Interesse eben dieser Interessengruppen einführt, lässt dieses Begriffsverständnis Parlamente und Mandatsträger als Zielgruppe lobbyistischer Einflussnahme außen vor. Auch Thomas Leif und Rudolf Speth reduzieren Lobbying auf die Beeinflussung der Regierung. Alternative Ansätze, die aus der übrigen Struktur herausfallen, präsentieren Bruce C Wolpe, der unter Lobbyismus das politische Management von Informationen versteht, und Rune Jørgen Sørensen, der in Lobbyismus einen Screeningmechanismus für Wählerinteressen erkennt.
Vor dem Hintergrund der zahlreichen unterschiedlichen Herangehensweisen schlägt Schwaneck die Verwendung einer weiten Definition vor, die die in der Literatur mit Lobbyismus in Verbindung gebrachten Merkmale erfasst und als Rahmen dienen kann. Studien mit bestimmter Schwerpunktsetzung können innerhalb dieses Rahmens verortet, eine engere Definition über das Auslassen indirekter Einwirkungsversuche erreicht werden:

„Lobbying bezeichnet direkte und indirekte Versuche von Vertretern gesellschaftlicher Akteure auf politische Entscheidungsträger in Legislative und Exekutive sowie andere am politischen Willensbildungsprozess beteiligte Stakeholder durch Information, argumentative Überzeugung oder die Ausübung von Druck einzuwirken, um mehr oder weniger partikulare Interessen in Gesetzen oder staatlichem Handeln zu verankern. Der Erwerb, die Analyse und strategische Weitergabe von Informationen, die in formalen wie informellen Kontexten auch gegen politischen Einfluss oder andere relevante Informationen getauscht werden können, sind im Lobbying von elementarer Bedeutung, solange die Grenze zu Korruption oder anderen verbotenen Praktiken nicht überschritten wird.“

## Handelnde
Unternehmensverbände, Arbeitgeberverbände, Gewerkschaften, Kirchen, Nichtregierungsorganisationen und andere Verbände sowie größere Unternehmen und politische Gruppierungen bringen ihre Interessen gezielt in den politischen Meinungsbildungsprozess ein und geben ihren Mitgliedern und der Öffentlichkeit entsprechende Informationen. Diese können sich so auf zu erwartende politische Entscheidungen einstellen.
Es haben sich aber auch Rechtsanwaltskanzleien, PR-Agenturen, Denkfabriken und selbständige Politikberater als externe Lobbyisten darauf spezialisiert, im Interesse ihrer Mandanten, Verbindungen zu vermitteln, Informationen zu beschaffen oder Themen zu platzieren. Rechtsanwaltskanzleien werden zunehmend beauftragt, weil sie sich durch das Berufsgeheimnis vor Journalisten schützen können.

## Handlungsfelder
Im Wesentlichen gibt es fünf Handlungsfelder, auf denen organisierte Interessen durch Lobbying durchgesetzt werden sollen:
1. im Wirtschaftsbereich und in der Arbeitswelt
2. im Sozialbereich
3. im Bereich der Freizeit und Erholung
4. im Bereich von Religion, Kultur und Wissenschaft
5. im gesellschaftspolitischen Querschnittsbereich[31]

## Organisationen und Agenturen
Laut Lobbycontrol agierten im Jahr 2015 alleine in Brüssels Mitte in der unmittelbaren Nähe von zentralen EU-Institutionen über 40 große Einflussnehmer: Wirtschaftsverbände (V), Agenturen (A) bzw. Direktvertretungen von Großkonzernen (K):
| Name                                                            | Typ | Branche                                |
| --------------------------------------------------------------- | --- | -------------------------------------- |
| European Financial Services Roundtable                          | (?) |                                        |
| City of London                                                  | (?) |                                        |
| United States Chamber of Commerce                               | (?) | Handelspolitik                         |
| BP                                                              | (K) | Öl, Energie                            |
| Shell                                                           | (K) | Öl, Energie                            |
| Aquafed The international Federation of Private Water Operators | (V) | Wasserversorgung, Wasserprivatisierung |
| Lisbon Council                                                  | (?) | Wirtschaftspolitik, Handelspolitik     |
| FIPRA                                                           | (?) |                                        |
| White & Case                                                    | (A) | Diverse                                |
| IETA                                                            | (?) |                                        |
| AmCham EU                                                       | (V) | Diverse                                |
| FoodDrinkEurope                                                 | (V) | Nahrungsmittel                         |
| FEFAC                                                           | (?) |                                        |
| European Training Institute (Teil der ESL&Network Holding)      | (A) | Diverse                                |
| Daimler                                                         | (K) | Automobile                             |
| Businesseurope                                                  | (V) | Handelspolitik, Diverse                |
| European Services Forum                                         | (?) |                                        |
| BASF                                                            | (K) | Chemie                                 |
| Gplus                                                           | (?) |                                        |
| ECIPE (European Centre for International Political Economy)     | (?) | Handelspolitik                         |
| Foratom                                                         | (V) | Atomenergie                            |
| Interel Cabinet Stewart                                         | (A) | Diverse                                |
| European Seed Association                                       | (V) | Saatgut                                |
| Burson-Marsteller                                               | (A) | Diverse                                |
| Fleishman-Hillard                                               | (A) | Diverse                                |
| International Swaps and Derivatives Association                 | (V) | Finanzmarkt                            |
| Edelman The Centre                                              | (A) | Diverse                                |
| Deutsche Bank                                                   | (K) | Banken                                 |
| Bank of New York Mellon                                         | (K) | Banken                                 |
| APCO Worldwide                                                  | (A) | Diverse                                |
| Hill & Knowlton                                                 | (A) |                                        |
| Europäischer Bankenverband                                      | (V) |                                        |
| European Parliamentary Financial Services Forum                 | (?) |                                        |
| Unilever                                                        | (K) | Chemie, Nahrungsmittel                 |
| Cabinet DN                                                      | (?) |                                        |
| Bayerische Landesvertretung                                     | (?) |                                        |
| Bertelsmann                                                     | (K) | Medien                                 |
| Facebook                                                        | (K) | Internet, Werbung                      |
| Alber & Geiger                                                  | (A) | Diverse                                |

„Neutrale“ Verhandlungsorte abseits der EU-Institutionen befinden sich unter anderem in folgenden Gebäuden:
| • Bibliothèque Solvay |
| • Bastion Tower       |
| • Concert Noble       |

## Öffentliche Wahrnehmung
Im Jahr 2006 führten Thomas Leif und Rudolf Speth in Analogie zur Bezeichnung Vierte Gewalt für die Massenmedien den Begriff Fünfte Gewalt für den Lobbyismus ein. Anders als die institutionalisierten Gewaltenträger unterliegen Interessenvertreter jedoch keinen klaren gesetzlichen Regelungen. Die Bezeichnung als Fünfte Gewalt wurde jedoch von anderen Autoren als übertrieben angesehen.
Lobbyismus kann bis hin zur Korruption und damit unerlaubten Einflussnahme auf Institutionen und die Gesetzgebung führen. Eine Form sind von Lobbygruppen organisierte sogenannte „Informationsveranstaltungen“ für Parlamentarier und Beamte, die mit kostenloser Verköstigung und bisweilen Reisen der Eingeladenen verbunden sind. Besonders in Brüssel, aber auch in Berlin ist dies keine Seltenheit. Dabei wird das Ziel verfolgt, die Volksvertreter für seine eigenen Interessen zu gewinnen.
Es gibt nachgewiesene Fälle, in denen Gelder und Leistungen flossen, um von einzelnen Parlamentariern bestimmte Abstimmungsverhalten zu erhalten. Das Ausmaß dieser Korruption lässt sich jedoch nicht feststellen. Deshalb gibt es Bemühungen auf allen Ebenen des Öffentlichen Dienstes, diese Art von Korruption zu verhindern. So sind zum Beispiel die Mitglieder der EU-Kommission dazu verpflichtet, Geschenke ab einem Wert von 150 Euro anzugeben. Die Liste dieser Geschenke ist auf der Website der EU-Kommission einzusehen. Die Annahme von Belohnungen und Geschenken ist den Angehörigen des Öffentlichen Dienstes in Bund und Ländern verboten; für Ausnahmen gilt eine 25-Euro-Grenze.
Lobbyismus steht folglich immer im Spannungsfeld zwischen einer legitimen Interessenvertretung und möglichen Gefährdung demokratischer Grundprinzipien. Aufgrund der komplexen Wirtschaftsstrukturen und Themenfelder, die den Gesetzgeber vielfach in seinen Bewertungsmöglichkeiten überfordern, haben Lobbygruppen dennoch eine wichtige Funktion, insbesondere durch die Bereitstellung von Informationen. Die am Gesetzgebungsprozess Beteiligten in Europa suchen daher – wie schon seit langer Zeit in den USA – offen das Gespräch mit Wirtschaftsvertretern, Verbänden und Lobbyisten, um sich vor einer Entscheidung umfassend über die wirtschaftlichen und rechtlichen Aspekte eines Vorhabens zu informieren.
Im Gegensatz zum amerikanischen System wird in Deutschland der Begriff Lobbyismus häufig negativ konnotiert wahrgenommen. In der öffentlichen Meinung wird die Politik häufiger als Opfer von (Interessen-)Verbänden und Lobbyisten wahrgenommen. Politisch links orientierte Personen bewerten den Einfluss von Lobbyisten häufig als „Herrschaft des Kapitals“, während im politisch konservativen Lager man der Ansicht ist, Lobbyisten würden die Autorität der Regierung untergraben oder sogar kolonisieren. Das liegt in besonderem Maß am Konsensverständnis, welches die deutsche Politik stark prägt. Gute Politik wird in Deutschland als das Erreichen eines weitgehend tragbaren und fair empfundenen Kompromisses zwischen verschiedenen politischen Positionen empfunden. Verbände, die ihre eigenen teilweise sehr speziellen Ziele und Interessen in der Politik vehement verwirklicht sehen wollen, werden daher als Gefahrenpotenzial für die Konsensfindung wahrgenommen.
In Deutschland sind überdurchschnittlich viele Bürger Mitglieder in Vereinen, Gewerkschaften, NGOs, Clubs, Glaubensgemeinschaften und anderen Interessensgruppen. Dabei sind sie häufig Mitglied in mehreren Interessengruppen. Von diesen wird erwartet, dass sie die Interessen ihrer Mitglieder in allen Bereichen vertreten und dafür Lobbyarbeit betreiben. Dass dennoch die allgemeine öffentliche Wahrnehmung von Lobbyismus kritisch und meist negativ ist, kann an Meldungen liegen, wonach die Interessen der Mitglieder gar nicht erfasst oder manipuliert werden und so die Positionen der Lobbyverbandsspitze keine Basis haben. Beispielhaft sei hier die Kritik am ADAC.

## Vorgang
Lobbying ist eine Methode der Einwirkung auf Entscheidungsträger und Entscheidungsprozesse im Rahmen einer Strategie. Sie erfolgt vor allem durch Information. Es wird häufig durch vier Merkmale umschrieben:
- Informationsbeschaffung,
- Informationsaustausch,
- Einflussnahme,
- strategische Ausrichtung der Tätigkeit.

### Informationsbeschaffung
Interessenvertreter sammeln zur Gewinnung von Erkenntnissen über Vorhaben politischer Entscheidungsträger Informationen. Die Verbandszentrale und die Verbandsmitglieder werden entsprechend unterrichtet und werten die Informationen aus. Die Auswertung erfolgt im Hinblick auf die Auswirkungen des Vorhabens auf die Geschäftstätigkeit der Mitglieder des Verbandes. Dabei empfiehlt es sich für eine wirksame Interessenvertretung nicht nur Informationen aus öffentlich zugänglichen Quellen zu beschaffen, sondern auch durch eine interessengeleitete Beziehungspflege mit Entscheidungsträgern und anderen Lobbyisten frühzeitig auf informellem Wege an Informationen zu gelangen.
Sodann werden Stellungnahmen („Lobbypapiere“) und Abänderungsvorschläge, meistens durch die Rechtsabteilung oder sonstige Fachabteilungen, erarbeitet.

### Einflussnahme
Aufgabe des Lobbyisten ist es anschließend, diese Abänderungsvorschläge an die Entscheidungsträger heranzutragen und in den maßgeblichen Gremien zu platzieren (Politikberatung). Die Platzierung erfolgt im rechtmäßigen Lobbying durch argumentatives Einwirken auf die Entscheidungsträger. Das argumentative Einwirken ist erfolgreich, wenn Abgeordnete und Beamte bei den schwierigen Sachverhalten, über die sie in dichter Abfolge Entscheidungen treffen müssen, auf Fachwissen angewiesen sind, das ihnen von den Betroffenen und den interessierten Kreisen (Stakeholder), oftmals selektiv aufbereitet, angetragen wird. Bei Beamten kann hinzukommen, dass den Lobbyisten oder Beratungsfirmen mehr vertraut wird als ihrer hauseigenen Fachexpertise. Je besser Abgeordnetenbüros mit wissenschaftlichen Mitarbeitern, Parlamente mit eigenen wissenschaftlichen Diensten oder Behörden mit Fachbeamten ausgestattet sind, desto schwieriger ist es für Lobbyisten sich unentbehrlich zu machen. In den meisten Staaten sind Bestechung und das Gewähren anderer Vorteile verboten. Es kommt dennoch häufig vor, dass hochrangige Entscheidungsträger aus Politik oder Exekutive (beispielsweise Ministerien) „die Fronten wechseln“, also ihre bisherige Stellung aufgeben und zu einem Verband, einem Unternehmen, einer PR-Agentur oder in eine Anwaltskanzlei wechseln.
Ein anderes Feld der Einflussnahme besteht in der geschickten Platzierung von branchengeneigten Sachverständigen in öffentlichen Anhörungen, in Beratungsfirmen oder deren Nutzung bei der Anfertigung von Gutachten.

### Öffentlichkeitsarbeit
Im Rahmen der Öffentlichkeitsarbeit versuchen Lobbyisten die öffentliche Meinung über die Medien zu beeinflussen. Zu den genutzten Methoden gehören das Herausgeben von Presseerklärungen und Anzeigekampagnen, bei der die Urheberschaft meist öffentlich wird, aber auch Methoden, bei der die Urheberschaft teilweise verschleiert werden soll. Für das Fernsehen werden Träger der eigenen Meinung als Gäste in Podiumsdiskussionen, Talkshows oder als Interviewpartner vermittelt, auch wurden versteckte Botschaften in einer ARD-Seifenoper finanziert.
Für die Beeinflussung über Printmedien werden diesen ganze Interviews überlassen, Medienpartnerschaften mit Zeitungen geknüpft, sowie Fachartikel und Rankings für Zeitschriften verfasst. Journalisten werden Vergünstigungen geboten, über Autos berichtenden Journalisten werden diese vereinzelt längerfristig überlassen, Hintergrundgespräche und Informationsveranstaltungen werden teilweise in Verbindung mit Luxusveranstaltungen organisiert.
Wenn bei PR-Aktionen vorgetäuscht wird, dass sie von Privatleuten getragene wären, spricht man von Astroturfing. Darunter fällt das Verfassen von Leserbriefen, Foreneinträgen und Blogs, aber ebenso Versuche, Aussagen in Wikipedia-Artikel zu platzieren oder zu verhindern oder die Gründung von „Bürgerinitiativen“.
Interessensverbände betreuen in Hauptstadtbüros Besuchergruppen und laden zu Veranstaltungen ein. Der Lobbyverband versucht allgemein „das Fenster“ seiner Branche in der Hauptstadt zu sein und diese zu repräsentieren.
Teilweise werden Lehrern kostenlose Unterrichtsmaterialien zur Verfügung gestellt, die als gut aufbereitet, jedoch auch als beeinflussend gelten.

## In einzelnen Ländern

### Deutschland

#### Rechtliche Rahmenbedingungen
Die Freiheit des Mandats wird in Deutschland durch Art. 38 Abs. 1 Satz 2 Grundgesetz (GG) garantiert.
Bereits 1956 hat das Bundesverfassungsgericht im sog. KPD-Urteil entschieden, dass sich „nicht bezweifeln [lässt], dass außerparlamentarische Aktionen vielfältiger Art denkbar sind, die einer legitimen Einwirkung auf das Parlament dienen können, vor allem soweit sie dazu bestimmt sind, die Abgeordneten über die bei den Wählern zu bestimmten politischen Fragen vorhandenen Meinungen zu unterrichten. An sich ist es daher verfassungsrechtlich nicht zu beanstanden, dass ‚Interessengruppen‘ auf die Mitglieder des Parlaments einwirken suchen“.
Seit dem Jahr 1994 ist Abgeordnetenbestechung in Deutschland ein Straftatbestand nach § 108e StGB.
In der 16. Wahlperiode des Deutschen Bundestages (2005–2009) gab es mehrere parlamentarische Initiativen zugunsten einer verbesserten Transparenz des Miteinanders von Politik und Interessenvertretern. In ihren Programmen zur Bundestagswahl 2009 hatten die SPD, Bündnis 90/Die Grünen und die Partei Die Linke schließlich die Forderung nach Einrichtung eines verpflichtenden Lobbyregisters aufgenommen.
Im Februar 2016 verfügte der Ältestenrat des Bundestages, dass Unternehmensvertreter in Zukunft keine Hausausweise mehr bekommen.
Zum 1. Januar 2022 traten in Deutschland das Gesetz zur Einführung eines Lobbyregisters für die Interessenvertretung gegenüber dem Deutschen Bundestag und gegenüber der Bundesregierung und ein Verhaltenskodex in Kraft. Diese von der Großen Koalition beschlossenen Maßnahmen wurden vielfach als ungenügend kritisiert, unter anderem von der Opposition und vom Europarat.
Der Bundestag debattierte am Freitag, 23. Juni 2023, erstmals über einen Gesetzentwurf zur Änderung des Lobbyregistergesetzes (20/7346), den die Fraktionen SPD, Bündnis 90/Die Grünen und FDP vorgelegt hatten. Mit den Änderungen, die am 1. Januar 2024 in Kraft trat, wollten die Koalitionsfraktionen den Anwendungsbereich und die Offenlegungspflichten im Lobbyregistergesetz „im Interesse einer transparenten Staatstätigkeit“ nachschärfen.

#### Erfassung und Statistik
Der Präsident des Deutschen Bundestages führte 1972–2021 die Öffentliche Liste über die Registrierung von Verbänden und deren Vertretern. Die Anzahl der Einträge schwankte, im Juni 2010 waren 2136 Verbände registriert, im Juli 2012 2079, im Dezember 2014 2221. Aufgrund der Freiwilligkeit und einer engen Definition von „Verband“ bildete die Liste nicht das ganze Spektrum des Lobbyismus im Bundestag ab. 
Von 2221 Lobbygruppen Ende 2014 hatten 575 einen Hausausweis mit Zugang zum Bundestag. Noch einmal ebenso viele Hausausweise verschafften sich bisher unbekannte Lobbyisten von den Geschäftsführern der Bundestagsfraktionen in einem zuvor geheim gehaltenen Prozess. Nach langen juristischen Auseinandersetzungen veröffentlichte die Bundestagsverwaltung im Herbst 2015 die Zahl und Namen dieser Lobbyisten, die durch die Fraktionen an Hausausweise gelangt waren: 1111 Vertreter von Verbänden, Unternehmen, Anwaltskanzleien oder Agenturen.
2017 standen den 630 Bundestagsabgeordneten 706 Lobbyisten mit Bundestagsausweis gegenüber.
Groben Schätzungen zufolge gibt es in Berlin 5000 Lobbyisten, statistisch für jeden Abgeordneten acht. Einer Erhebung der Bürgerbewegung Finanzwende zufolge umfasst allein die Lobby der Finanzbranche (Banken, Versicherungen, Fonds) über 1500 Mitarbeiter mit einem Budget von mindestens 200 Millionen Euro jährlich. Als eines der wirkmächtigsten Netzwerke gilt „Das Collegium“, welches mit Stand 2015 Lobbyisten von insgesamt 46 internationalen Unternehmen und Verbänden in Berlin vertritt.

#### Rezeption
Eine besondere Form des Lobbyismus „im Dunstkreis der Korruption“ (Hans Herbert von Arnim) wurde im Jahr 2006 öffentlich bekannt: Personen aus der Privatwirtschaft, aus Verbänden und Interessengruppen, die weiterhin Angestellte ihres eigentlichen Arbeitgebers bleiben und von diesem bezahlt werden, arbeiten zeitweilig als externe Mitarbeiter in deutschen Bundesministerien. Nach Darstellung der Bundesregierung sei eine politische Einflussnahme auf Entscheidungen der Ministerien jedoch ausgeschlossen.
Die von Wirtschaftsverbänden bereitgestellten Lehrmaterialien im Unterrichtsfach Wirtschaft stehen in der Kritik, oft „wissenschaftlich und politisch tendenziös“ zu sein.
In der Bundesrepublik gelten die Pharmaindustrie und die Energiewirtschaft als Branchen mit besonders großer Lobbymacht.
Die Energiewirtschaft, insbesondere die vier großen Energiekonzerne in Deutschland (RWE, E.ON, EnBW und Vattenfall), musste im Jahre 2000 mit der „Vereinbarung zwischen Bundesregierung und den Energieversorgungsunternehmen“ (Atomkonsens) zwar zunächst den ersten Ausstieg aus der Kernenergie unter der rot-grünen Regierung von Gerhard Schröder akzeptieren. Danach arbeitete sie mit Hilfe ihrer Lobbyorganisationen, wie z. B. dem Deutschen Atomforum (DAtF) und der Kerntechnischen Gesellschaft (KTG), und unterstützt von Kernkraftbefürwortern aus der Politik auf eine Revision des „Atomkonsenses“ hin. Die Atomlobby versuchte, im Vorfeld der Bundestagswahl 2009 einen Meinungsumschwung zu erreichen; im Herbst 2010 konnte sie nach umfangreichen Medienkampagnen die Laufzeitverlängerung deutscher Kernkraftwerke durchsetzen. Auch Anfang 2013 gab es noch Anstrengungen für einen Meinungsumschwung.
In Diskussionen wie um Kern- und Solarenergie, Biotechnologie, Urheberrecht/Tauschbörsen, Softwarepatente oder um Verbraucherschutz wird kritisiert, dass Industrie und Großkonzerne über massive Lobbyarbeit Gesetze auf Bundes- oder EU-Ebene durchsetzen können, die in ihrem Interesse, nicht aber im Interesse des Mittelstandes oder der Verbraucher seien. Derselbe Vorwurf richtet sich analog gegen manche Umweltverbände, Sozialverbände und Kirchen, die ebenfalls – im Deckmantel von Allgemeininteresse – Partikularinteressen vertreten. Der ehemalige Präsident des Bundesverfassungsgerichts Hans-Jürgen Papier sprach 2016 die Warnung aus, dass „echte Waffengleichheit der verschiedenen gesellschaftlichen Gruppen bei der Wahrnehmung ihrer Interessen mittels Lobbying“ kaum entstehen könne und schwächer vertretene Interessen nicht zur Geltung kämen. Der damalige Bundestagspräsident Norbert Lammert beklagte ebenfalls 2016 den beachtlichen und in zunehmendem Umfang glänzend organisierten Einfluss durch die Lobby der Finanzbranche.
Der ehemalige grüne Abgeordnete Raimund Kamm beschrieb die Situation so:

„Sobald jemand zum Abgeordneten oder dann auch zum Minister gewählt wird, ändern sich fundamental seine Kommunikation und seine Gesprächspartner. Auch ‚Arbeitervertreter‘ oder Grüne werden dann von IHK, Unternehmern und anderen einseitig Interessierten eingeladen und hofiert. Ein immer größerer Teil der Gespräche von gewählten Politikern erfolgt mit professionellen Lobbyvertretern. Dies schmeichelt auch dem jungen, unerfahrenen Volksvertreter.“

2017 wurden unter anderem die Skandale um Dieselgate und Cum-ex mit Milliardenverlusten für den Staat zu einem wesentlichen Teil auf die Einflussnahme von Lobbyisten zurückgeführt. Aktivisten von LobbyControl folgerten aus den Entwicklungen, dass die Bemühungen, verbindliche Regelungen für Lobbyisten in Deutschland zu erreichen, unter dem Kabinett Merkel III zum Stillstand gekommen sind.
Im Zuge des Wirecard-Insolvenz im Jahr 2020 kam heraus, dass ranghohe ehemalige Politiker der CDU für den Finanzdienstleister Lobbying betrieben haben, unter anderem der ehemalige Verteidigungsminister Karl-Theodor Guttenberg.

### Österreich
Der politische Interessenausgleich wird in der Zweiten Republik (seit 1945) vor allem auf Ebene der Sozialpartner geleistet. Daher sind die Arbeiter-, Wirtschafts- und Landwirtschaftskammern auf Bundes- und Landesebene (die Interessenvertretungen der Arbeitnehmer, Arbeitgeber und Bauern mit Pflichtmitgliedschaft) und der Gewerkschaftsbund die dominierenden Interessenvertretungen; ihre Macht hat wesentliche Bedeutung für den Parlamentarismus Österreichs. Entscheidungen wurden und werden parallel auf den Ebenen der Sozialpartner, der Bundes- und Landesregierungen und der gesetzgebenden Körperschaften abgestimmt. Ausgelöst durch den EU-Beitritt Österreichs, wesentliche Liberalisierungs- und Privatisierungsschritte und die EU-Erweiterung ändern sich jedoch die Anforderungen an Unternehmen und deren Management.
Die Österreichische Public Affairs-Vereinigung (ÖPAV) (vormals Österreichischer Public Affairs Verband) wurde im September 2011 als Vereinigung von Public-Affairs-Managern in Agenturen, Unternehmen, Verbänden und NGOs gegründet. Die ÖPAV hat sich zur Gründung einen strengen Verhaltenskodex gegeben und sieht sich als Sprachrohr der gesamten Public Affairs-Branche in Österreich. Bereits mit der Gründung wurde die ÖPAV zum größten derartigen Verband im Land.
ALPAC (Austrian Lobbying and Public Affairs Council) ist die einflussreiche Vereinigung der Eigentümer von Lobbying- und Politikberatungsunternehmen in Österreich. Voraussetzung für eine Mitgliedschaft in diesem exklusiven Kreis ist langjährige Erfahrung als Politiker, Politikberater, Innenpolitikredakteur, Interessenvertreter oder Diplomat.

### Schweiz
Die Schweiz kennt verschiedene stark institutionalisierte Formen des politischen Interessenausgleichs. Dazu zählen die Sozialpartnerschaft, das Vernehmlassungsverfahren und die Expertenkommissionen. Zudem erfolgt die Einsitznahme von Interessenvertretern im Parlament weitgehend ungehindert (heute allerdings unter Publikations-Pflicht); sie wurde vormals von den Bauern, heute namentlich von Organisationen der Wirtschaft und des Gesundheitswesens genutzt.
Regierungsmitglieder müssen ihre Interessenbindungen und Nebenerwerbe auf nationaler Ebene auflösen (beispielsweise nach den Unvereinbarkeits-Vorschriften für Bundesrats-Mitglieder in Art. 144 Bundesverfassung), während sie auf kantonaler Ebene teilweise wegen des Milizsystems ausdrücklich zugelassen sind.
In den 1980er-Jahren ist namentlich in den Massenmedien und in der Wissenschaft eine kritische Diskussion über institutionalisierte Interessenvertretung entstanden, die zu verschiedenen, eher bescheidenen Reformen geführt hat. Jedes Parlamentsmitglied hat die Möglichkeit, zwei Personen zu bezeichnen, die einen privilegierten Zugang zur Wandelhalle (Lobby) des Parlamentes haben. In einer Untersuchung der Gästelisten von 2004 bis 2011 wurde festgestellt, dass eine Kerngruppe von ca. 220 Lobbyisten regelmäßig anzutreffen sind. Die Gesamtzahl ist noch viel höher, da Ex-Parlamentarier freien Zugang zur Wandelhalle haben und keinen Gästeausweis benötigen. Die von den Parlamentariern empfangenen Gäste sollen in Zukunft von den Ratsmitgliedern begleitet werden, womit der Zugang ein wenig eingeschränkt und die Kontrolle erhöht werden sollte.
Nachdem 2016 ein vertrauliches Strategiepapier einer PR-Agentur öffentlich wurde, zeigten die Schweizer Medien vermehrt die Rolle dieser Art Lobbyisten auf, welche oft verdeckt arbeiten.
Ein 2019 gewählter Nationalrat berichtete in einer Reihe von Blogbeiträgen detailliert, auf welche Art und Weisen ihn Lobbygruppen zu beeinflussen versuchten. Dabei zählte er nicht nur die Einladungen zu Veranstaltungen, sondern z. B. auch dass er vor einer Session 46 Schreiben erhielt auf eine bestimmte Weise abzustimmen.

## Situation in der Europäischen Union

### EU
Die Gesetzgebung in den Mitgliedstaaten lässt sich von jener in der Europäischen Union nicht trennen. Vielfach besteht – wie beim Rat der EU in Brüssel – Personenidentität mit mitgliedstaatlichen Regierungsmitgliedern. Weiterhin bedürfen europäische Richtlinien der anschließenden Umsetzung in nationales Recht. Die europäische Argumentation lässt sich meist nahtlos in nationalen Gremien fortsetzen.
Die Heterogenität der wirtschaftlichen Interessen potenziert sich auf europäischer Ebene. Die Brüsseler Gesetzgebung hat Einfluss auf 27 Mitgliedstaaten (Stand 2022). Neben Bedürfnissen einzelner Unternehmen oder Branchen sind hier oftmals zusätzlich spezifische nationale Marktsituationen, Unternehmensphilosophien und Interessen zu berücksichtigen. Die Anzahl der zu Vertretenden und das Spektrum der Divergenz nehmen zu. Die von den Verbänden wahrzunehmenden Interessen sind also noch breiter und vielschichtiger als auf nationaler Ebene. Gleichzeitig vollzieht sich die Einflussnahme auf europäische Gesetzgebungsakte parallel auf nationalstaatlicher wie auf europäischer Ebene in sehr unterschiedlichen Formen. In empirischen Untersuchungen ist das System der EU-Interessenvermittlung mit der Metapher des „Mosaiks“ beschrieben worden, „das durch die parallele Existenz und Persistenz unterschiedlicher Struktureigenschaften gekennzeichnet ist“.
Unter Umständen kann es für das jeweilige Unternehmen daher hilfreich sein, wenn es ergänzend zum indirekten Lobbying über den Branchenverband sein individuelles Anliegen direkt an den entscheidenden Stellen vorbringt. Die Dependancen der Unternehmen sind in Brüssel – ebenso wie in den Mitgliedstaaten – zumeist personell gering besetzt oder dienen als Brückenkopf und verlängerter Arm, nicht jedoch als operative Einheit. Mittelständische Unternehmen verfügen selten über entsprechende Dependancen. Bei den Unternehmensrepräsentanzen fehlt es folglich häufig am nötigen Personal, um umfangreiche „Zeitgeistinitiativen“ des Gesetzgebers wie zum Beispiel das Tabakwerbeverbot auf europäischer Ebene oder das angesprochene Dosenpfand auf nationaler Ebene abfedern zu können. Aus diesem Grund schalten Unternehmen zunehmend auch Berater bei der Interessenvertretung ein. Nach US-amerikanischem Vorbild sind daher nun auch internationale Großkanzleien und Lobbyingfirmen in dem Sektor auf dem Vormarsch, indem sie – meist mit Hilfe von Ex-Politikern und spezialisierten Anwälten in ihren Reihen – ausländische Unternehmen an den deutschen bzw. den österreichischen oder europäischen Markt heranführen oder deutschen bzw. österreichischen Unternehmen in den politischen Gremien Gehör verschaffen.
Auf Grund der im Vergleich zu Parlamenten der Mitgliedstaaten schlechten wissenschaftlichen Unterstützung nutzen Abgeordnete des Europäischen Parlamentes Lobbyisten auch wegen ihres Detailwissens. Das Risiko, dass übermittelte Informationen unvollständig oder parteiisch selektiert sind, wird dadurch gemindert, dass die EU-Organe eine Vielzahl von Lobbyisten unterschiedlicher Interessengruppen anhören. Dennoch wird das Lobbying auch von kritischer Seite nicht grundsätzlich abgelehnt.
Abgeordnete werden oft durch Lobbyorganisationen mit Gratisangeboten 'angefüttert'. Laut Analysen des österreichischen Europaabgeordneten Hans-Peter Martin kann der Gegenwert von durch Lobbyisten erteilte Angebote wie Reisen, Abendessen oder Cocktailempfänge pro Woche bis zu 10.000 € erreichen.

### Transparenz und Register
Auf EU-Ebene wird eine stärkere Regulierung der Lobby-Arbeit diskutiert. Die EU-Kommission hat im Juni 2008 ein (vorerst) freiwilliges Register von Lobbyisten eingerichtet. Darin sollen Firmen und Verbände Einkünfte durch und Ausgaben für Lobby-Arbeit offenlegen. Das Europäische Parlament hat sich hingegen im Mai 2008 dafür ausgesprochen, ein allgemeines Pflicht-Register für EU-Lobbyisten einzuführen, ähnlich wie es in den USA existiert. Bislang widersetzt sich die EU-Kommission einem verpflichtenden Lobbyregister jedoch.
Es gibt daher bis heute keine Registrierungspflicht. Vielmehr gibt es ein Anreizsystem zur Registrierung. Im Europäischen Parlament wird ihnen mittels eines Ausweises Zugang zum Gebäude gewährt. Dies ist dem § 9 der Geschäftsordnung zu entnehmen. Im Oktober 2007 waren beim Europäischen Parlament 4570 Personen als Interessenvertreter registriert; damit verbunden war ein erleichterter Zugang zu den Parlamentsgebäuden.
Im Rahmen der 2005 von Kommissar und Vizepräsident Siim Kallas ins Leben gerufenen Transparenz-Initiative veröffentlicht die Kommission am 23. Juni 2008 ein freiwilliges Internetregister für Lobbyisten. Sie sind dazu aufgerufen, sich zu registrieren und damit ihre Interessen, Kunden und Finanzen auszuweisen. Gleichzeitig mit der Registrierung unterschreiben sie einen Verhaltenskodex, der zusammen mit den Interessengruppen ausgearbeitet wurde. Ein geplanter Kontrollmechanismus soll die Angaben überprüfen. Die Einführung ist aber nur ein Etappenziel: Langfristig ist geplant, ein einziges Register gemeinsam mit dem EU-Parlament zu schaffen. Das Parlament würde dann nur eingetragene Lobbyisten in das Gebäude lassen. Faktisch wäre das bislang freiwillige Register dann Pflicht – auch ohne Gesetz. 2008 führte die EU ein Lobby-Register ein.
Das gemeinsame Register der Interessenvertreter beim Europäischen Parlament und der Europäischen Kommission (Transparenz-Register) ist am 23. Juni 2011 in Betrieb genommen worden. Alle Organisationen, Firmen und Selbständige, die Tätigkeiten mit dem Ziel direkter oder indirekter Einflussnahme auf politische Entscheidungsprozesse oder Entscheidungen der EU-Institutionen ausüben, sind dazu aufgerufen, sich zu registrieren. Die Registrierung im Transparenzregister setzt die Offenlegung des jährlichen Gesamtumsatzes aus der Lobbyarbeit, optional auch nur die Angabe einer Umsatzgrößenklasse (z. B. >=100.000 – <150.000 €) sowie den relativen Anteil namentlich genannter Klienten/Kunden an diesem Umsatz, optional ebenfalls der Umsatzgrößenklasse (z. B. Firma XY <50.000) voraus (zu Details vgl. die Leitlinien zu den finanziellen Angaben). Die Pflicht zur umfassenden und wahrheitsgemäßen Angabe dieser Informationen ergibt sich aus einem Verhaltenskodex, dem sich die Interessenvertreter bei Eintragung in das Register unterwerfen müssen. Eine Verpflichtung zur Eintragung gibt es jedoch nicht, was von vielen Seiten kritisiert wird. 2014 wurde geschätzt, dass in Brüssel 15.000 bis 25.000 Lobbyisten arbeiten. 2024 listet Statista über 12.000 Organisationen im Europäischen Transparenzregister der EU.
Am 25. November 2014 fasste die Europäische Kommission den Entschluss mit Hilfe einer neuen Transparenzinitiative das Geschehen innerhalb der EU-Kommission noch transparenter werden zu lassen. So sind alle Kommissare, deren Mitarbeiter und Generaldirektoren der einzelnen Abteilungen der Kommission seit Dezember 2014 dazu verpflichtet, Treffen mit Interessenvertretern und Lobbyisten öffentlich zu machen. Die aufgelisteten Treffen können auf der Seite der Europäischen Kommission nachgelesen werden.
Am 31. Januar 2019 verabschiedete das EU-Parlament verbindliche Regeln zur Transparenz der Lobbyarbeit. In einer Änderung seiner Geschäftsordnung bestimmte das Parlament, dass MdEPs, die an der Ausarbeitung und Verhandlung von Gesetzen beteiligt sind, ihre Sitzungen mit Lobbyisten online veröffentlichen müssen.

### Vertrag von Lissabon
Seit Inkrafttreten des Vertrags von Lissabon wird europäischer Lobbyismus vermehrt in Zusammenhang mit Partizipativer Demokratie gebracht. So verweist Art. 11 EU-Vertrag ausdrücklich auf repräsentative Verbände hin. Dass hierunter auch Unternehmen gemeint sein könnten, zeigt in der Praxis das EU-Nebenorgan Europäischer Wirtschafts- und Sozialausschuss.

## Fallbeispiele

### Kirchen
Die Kirchenlobby in Deutschland ist formal organisiert über die Büros (siehe Evangelisches Büro, Katholisches Büro) bei Bundes- und Landesregierungen. Die Leiter der Büros sind den Ministern protokollarisch gleichgestellt. Die Lobbyarbeit erfolgt über die formelle Beteiligung in Gesetzgebungsverfahren, aber auch durch informelle Kontakte wie Teilnahmen an Empfängen und wöchentlichen Dämmerschoppen. Durch die traditionell protokollarisch bevorzugte Stellung von Geistlichen aller kirchlichen Ebenen ist der Zugang zu politischen Entscheidungsträgern meist unkompliziert möglich. Der Politologe Carsten Frerk wies in seinen Untersuchungen darauf hin, dass die organisierten Einflussnahmen auf staatliches Handeln keinerlei Rechtsgrundlage habe. Ebenso macht er deutlich, dass Kirchen über Kindergärten und andere Einrichtungen erheblichen Einfluss haben, ohne finanziell belastet zu sein. Zu diesen andere Einrichtungen zähle etwa das Bischöfliche Hilfswerk Misereor, das den Bürgern als große kirchliche Leistung gilt, obwohl es zu 49 Prozent aus Staatsgeldern, zu 42 Prozent aus Spenden der Bürger und nur zu 8 Prozent aus diözesanen Mitteln finanziert wird. Frerk schrieb 2015 nach Analyse des kirchlichen Lobbyismus von der „Kirchenrepublik Deutschland.“

### Autoindustrie
Ein Beispiel für Lobbyismus auf EU-Ebene ist die Autolobby in Brüssel. Während Lobbyisten der Autohersteller etwa versuchen, den von der EU geplanten Grenzwert von 120 g CO2/km anzuheben, wirken Umweltverbände darauf hin, diesen Wert durchzusetzen.
Nach anfänglichen Schwierigkeiten wurde im November 2013 vom EU-Parlament ein Beschluss zu strengeren Abgasnormen gefasst. Die Regelungen sehen vor, dass ab 2020 ein Großteil der Neuwagen den Grenzwert von 95 g/km nicht überschreiten dürfen. Dieser Wert soll sich an der gesamten Flotte des Herstellers bemessen. Es müssen jedoch nicht alle Autos den Grenzwert einhalten. Für fünf Prozent der Fahrzeuge gilt ein maximaler Ausstoß von 130 g/km. Für die Hersteller bietet sich so die Möglichkeit, schadstoffarme Modelle mehrfach auf ihre Klimabilanz anrechnen lassen zu können. Diese Sonderregelung führt dazu, dass PS-starke Oberklasse-Modelle eines Herstellers die Vorgabe der Ausstoßgrenze erst später erfüllen können, denn Elektroautos desselben Herstellers sorgen zeitgleich für eine ausgeglichene Klimabilanz.
Durch die neuen Grenzwerte darf der CO2-Ausstoß einer Neuwagen-Flotte eines Herstellers ab 2020 den Durchschnittswert von 95 Gramm je Kilometer nicht überschreiten. Noch im Jahre 2012 lag der Durchschnittswert in Europa bei 136,1 g/km, in Deutschland sogar bei 141,8 g/km. Sollten die Autos ab 2020 jedoch immer noch mehr als die erlaubten 95 g/km ausstoßen, sieht die EU-Regelung Strafzahlungen für die Hersteller vor. Die Strafzahlungen würden sich auf 95 Euro je Gramm und Fahrzeug belaufen. Würde im Jahr 2020 beispielsweise der CO2-Ausstoß aller Autos eines Herstellers bei 105 g/km liegen, müsste der Erzeuger der Automobile pro verkauftem Auto eine Strafe von 950 Euro zahlen.
Neben der EU haben auch andere Länder der Welt einen CO2-Grenzwert bis 2020 festgelegt. So gilt in den USA eine Grenze von 121 g/km, ab dem Jahr 2025 dann 93 g/km, die chinesische Regierung hat sich auf einen Wert von 117 g/km geeinigt und Japan auf 105 g/km.

### Finanzwirtschaft
Ebenfalls beispielhaft für die große Macht spezialisierter Branchenlobbys innerhalb des EU-Institutionennetzwerkes ist die starke Einbindung der Finanzwirtschaft in die Regulierung der Finanzmärkte. Im Zuge der Finanzkrise ab 2007 wurde in der für die Regulierung der Finanzmärkte Europäischen Union zunehmend auf ein Ungleichgewicht im Lobbying zugunsten der Finanzindustrie hingewiesen. In einer parteiübergreifenden Initiative von Europaabgeordneten im Europäischen Parlament gründete sich Ende Juni 2011 die Lobbyorganisation Finance Watch.
Die Group of 30, zu der unter anderem aktive und ehemalige Zentralbanker gehören, veröffentlicht Empfehlungen zur Aufsicht über die großen internationalen Finanzinstitutionen. Es wurde kritisiert, dass die ehemaligen Zentralbanker jedoch inzwischen als Topmanager selbst bei eben diesen Finanzinstitutionen arbeiten und damit über die Regulierung ihrer eigenen Unternehmen beraten.
Nachdem die EU-Kommission darauf hingewiesen hatte, dass der gering besteuerte Finanzsektor im Zuge der Finanzkrise 2007 mit 4,6 Billionen Euro unterstützt wurde, beschloss 2013 der Rat der EU-Finanz- und Wirtschaftsminister von elf Staaten, darunter Frankreich, eine Finanztransaktionssteuer einzuführen. Im gleichen Jahr beendete Frankreich seine Zusammenarbeit für eine breit angelegte Steuer nach dem Widerstand aus der Lobby der Finanzdienstleister, aus Sicht von Kritikern vor allem durch Goldman Sachs. Goldman Sachs konnte auch in Deutschland während der Legislaturperiode seit 2009 mit Abstand die meisten Kontakte mit der Bundesregierung für sich verbuchen. Kritiker machten Goldman Sachs verantwortlich für das Aussparen spezieller Finanztransaktionen von der geplanten Steuer, bei denen in kurzer Zeit Wertpapiere von den Beteiligten hin- und wieder zurückwechseln.

#### Personal- und Ressourcenumfang
Demnach stellten im offiziellen Beratungsgremium der EU-Kommission Mitte der 2010er Jahre Banken die überwältigende Mehrheit der Mitglieder. So sollen beispielsweise die Deutsche Bank wie auch die Commerzbank jeweils Vertreter nach Brüssel schicken. Verbraucherschützer gibt es jedoch nur zwei, Gewerkschafter nur einen in dem vierzigköpfigen Gremium. Abgeordnete im Europaparlament baten 2010 aus diesem Anlass bereits die „Zivilgesellschaft“ um Hilfe.
Die Finanzwirtschaft stellte 2017 rund 1700 Lobbyisten in Brüssel, was umgerechnet vier Interessenvertretern pro EU-Beamten entspricht, die mit Finanzthemen beschäftigt waren. Die dadurch entstehenden Kosten für Banken, Versicherungen und Vermögensverwalter beliefen sich auf rund 120 Millionen Euro pro Jahr. Das war 30 mal so viel, wie in Brüssel allen Gewerkschaften, Verbraucher- und Umweltorganisationen zusammen für ihre Lobbyarbeit zu diesem Thema zur Verfügung stand.
In Berlin arbeiten ca. 1.500 Lobbyisten für insgesamt 295 Unternehmen und Verbände aus der Finanzbranche bei einem Gesamtmindestbudget von 200 Millionen Euro pro Jahr. Davon entfallen allein fast 62 Millionen auf den Gesamtverband der Deutschen Versicherungswirtschaft. Zu 33 Gesetzesentwürfen, die zwischen 2014 und 2020 noch innerhalb der Ministerien erarbeitet wurden, wurden bereits zu diesem Zeitpunkt 335 einzelne Stellungnahmen aus der Finanzlobby abgegeben. Auf diese Weise gelangen Formulierungsvorschläge aus den Stellungnahmen schon in Gesetzentwürfe, bevor diese im Bundestag beraten werden.

### Tabakindustrie

#### EU
Michel Petite verließ sein Amt als Vorsitzender des Ethik-Komitees der EU-Kommission auf Druck von Lobbycontrol und anderen Lobbyismusgegnern. Er soll seine Kontakte in der Kommission dafür ausgenutzt haben, die Interessen der Anwaltskanzlei Clifford Chance, die Philip Morris International als Klienten hat, zu vertreten. Der Rechtsanwalt und Lobbyist Andreas Geiger vertritt in Brüssel die Interessen der Tabakindustrie und vergleicht seine Arbeit mit der eines Strafverteidigers, da er der Meinung ist, dass auch die Tabakindustrie legitime Interessen habe.

#### Schweiz
In der Schweiz ist z. B. der Präsident der Schweizerischen Vereinigung des Tabakwarenhandels Gregor Rutz (SVP) seit 2012 als Nationalrat im Parlament vertreten. Auch Ständerat Hannes Germann (SVP) und Nationalrat Alois Gmür (Die Mitte) werden laut Lobbywatch zu der Tabaklobby gezählt.

### Aufsätze
- Anda: Möglichkeiten und Grenzen der Politikbeeinflussung. In: Axel Sell, Alexander N. Krylov: Interaktionen zwischen Wirtschaft, Politik und Gesellschaft. Verlag Peter Lang, Frankfurt 2009, ISBN 978-3-631-58487-3, S. 273–278.
- Thomas Faust: Vom aktivierenden zum aktivierten Staat? Lobbying zwischen Korruption und Kooperation. In: Verwaltung und Management. 5/2009, S. 251–260.
- Tilman Hoppe: Transparenz per Gesetz? Zu einem künftigen Lobbyisten-Register. In: Zeitschrift für Rechtspolitik. 2009, 39, tilman-hoppe.de (PDF; 811 kB)
- Konstadinos Maras: Lobbyismus in Deutschland. In: APuZ. 3–4/2009, S. 33–38.
- Hans-Jörg Schmedes: Die im Dunkeln sieht man nicht. In: Berliner Republik. 3/2009, S. 69–71.
- Hans-Jörg Schmedes: Mehr Transparenz wagen? Zur Diskussion um ein gesetzliches Lobbyregister beim Deutschen Bundestag. In: Zeitschrift für Parlamentsfragen. 3/2009, S. 543–560.

### Sammelbände und Monografien
- Thomas von Winter: Lobbyismus in der deutschen Politik. Ein Überblick. Verlag Barbara Budrich (utb), Opladen & Toronto 2024, ISBN 978-3-8252-6210-5.
- Stefan Schwaneck: Lobbyismus und Transparenz. Eine vergleichende Studie einer komplexen Beziehung. Schriftenreihe Vergleichende Politikwissenschaft, VS Verlag für Sozialwissenschaften, Wiesbaden 2019, ISBN 978-3-658-26898-5.
- Markus Balser, Uwe Ritzer: Lobbykratie. 2018, Knaur (Taschenbuch) ISBN 978-3-426-78742-7.
- Kim Otto, Sascha Adamek: Der gekaufte Staat. Wie Konzernvertreter in deutschen Ministerien sich ihre Gesetze selbst schreiben. Kiepenheuer & Witsch, Köln 2008, ISBN 978-3-462-03977-1.
- Ralf Kleinfeld, Annette Zimmer, Ulrich Willems (Hrsg.): Lobbying. Strukturen, Akteure, Strategien. VS Verlag für Sozialwissenschaften, Wiesbaden 2007, ISBN 978-3-8100-3961-3.
- Jörg Rieksmeier (Hrsg.): Praxisbuch: Politische Interessenvermittlung: Instrumente – Kampagnen – Lobbying. VS Verlag für Sozialwissenschaften, Wiesbaden 2007, ISBN 978-3-531-15547-0.
- Thomas von Winter, Willems, Ulrich (Hrsg.): Interessenverbände in Deutschland. VS Verlag für Sozialwissenschaften, Wiesbaden 2007, ISBN 978-3-531-14589-1.
- Ulrich Müller, Sven Giegold, Malte Arhelger (Hrsg.): Gesteuerte Demokratie? Wie neoliberale Eliten Politik und Öffentlichkeit beeinflussen. VSA, 2004, ISBN 3-89965-100-6.